# Bulletproof hosting

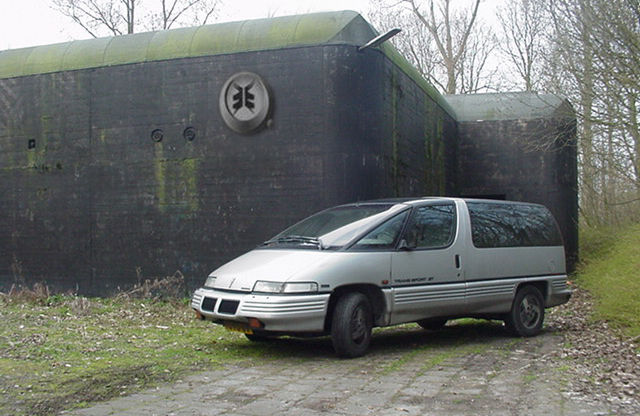
Voormalig NAVO-bunker in gebruik als huisvesting van Nederlands bulletproof hoster "De CyberBunker".

De term bulletproof hosting of "kogelwerende webhosting" verwijst naar leveranciers van (web-)hosting die zich profileren met bieden van weerstand of zelfs immuniteit en het beschermen van klanten tegen wereldwijde overheden en opsporingsorganisaties. Dergelijke hostingdiensten worden dan ook vaak gebruikt voor het aanbieden van illegale content of diensten zoals illegaal online gokken, botnetbeheer, spammailers, warez, kinderpornografie, wapenhandel, drugshandel, phishing-, hack- en DDoS-diensten. Bulletproof hostingproviders werken opsporing vaak actief tegen door servers en data van klanten direct te wissen wanneer er door opsporingsinstanties onderzoek wordt gedaan, en beweren vaak geen logboeken en administratie bij te houden van de activiteiten van hun klanten. Daarnaast accepteren bulletproof hostingproviders vaak anonieme betaalmiddelen zoals tegoedbonnen of cryptovaluta, en hoeven klanten zich niet te identificeren met naam of adresgegevens.
Een bekende voormalig bulletproof hoster is de Nederlandse CyberBunker, een hostingbedrijf dat servers in opgekochte NAVO-bunkers plaatste en alle content, op kinderporno en terrorisme na, toeliet op haar servers.